# Krasny Bor (Kaliningrad, Gwardeisk)
Krasny Bor (russisch Красный Бор, bis 1997 Krasnoborskoje, deutsch Starkenberg) ist ein Ort in der russischen Oblast Kaliningrad. Er gehört zur kommunalen Selbstverwaltungseinheit Stadtkreis Gwardeisk im Rajon Gwardeisk.

## Geographische Lage
Krasny Bor liegt neun Kilometer südwestlich der Rajonstadt Gwardeisk (Tapiau) nahe der Regionalstraße 27A-025 (ex R508) und ist von dort über Tumanowka (Gauleden) auf dem Weg nach Gribki (Langhöfel) bzw. von Prudy (Genslack) direkt zu erreichen. Die nächste Bahnstation ist Oserki-Nowyje an der Bahnstrecke Kaliningrad–Tschernyschewskoje (Königsberg–Eydtkuhnen/Eydtkau), einer Teilstrecke der einstigen Preußischen Ostbahn.

## Geschichte
Der Ordensmarschall Wernher von Tetingen übergab Starkenberg am 26. Dezember 1397 die Gründungsurkunde. Im Jahre 1495 übergab der Hochmeister Hans von Tiefen die Handfeste, wohl als Erneuerung oder Bestätigung. Das dortige Gut gehörte im 18. Jahrhundert den Nachfahren des Bürgermeisters im Kneiphof, Königsberg, Carl Droste vom Fisch (der vermutlich vom westfälischen Adelsgeschlecht Droste zu Hülshoff abstammte), dann dem preußischen Adelsgeschlecht Knobloch (Adelsgeschlecht), genannt von Droste. Im Jahre 1742 wurde die Zerstörung einer nicht näher beschriebenen Burganlage erwähnt.
Am 13. Juni 1874 wurde Starkenberg Sitz und namensgebender Ort eines neu gebildeten Amtsbezirks, der bis 1945 bestand und zum Kreis Wehlau im Regierungsbezirk Königsberg der preußischen Provinz Ostpreußen gehörte.
Im Jahre 1910 waren in Starkenberg 318 Einwohner registriert. Am 30. September 1928 wurde die Landgemeinde Langhöfel (heute russisch: Gribki) nach Starkenberg eingemeindet. Die Einwohnerzahl stieg bis 1933 auf 423 und belief sich 1939 auf 403.
1945 kam Starkenberg in Kriegsfolge mit dem nördlichen Ostpreußen zur Sowjetunion. 1947 erhielt der Ort die russische Bezeichnung „Krasnoborskoje“ und wurde gleichzeitig dem Dorfsowjet Oserski selski Sowet im Rajon Gwardeisk zugeordnet. Später gelangte der Ort in den Saretschenski selski Sowet. Seit etwa 1994 wurde Krasnoborskoje wieder von Oserki aus verwaltet. 1997 wurde der Ort in Krasny Bor umbenannt. Von 2005 bis 2014 gehörte Krasny Bor zur Landgemeinde Oserkowskoje selskoje posselenije und seither zum Stadtkreis Gwardeisk.

### Amtsbezirk Starkenberg (1984–1945)
Zu dem 1874 neu errichteten Amtsbezirk Starkenberg gehörten anfangs drei Landgemeinden (LG) und zwei Gutsbezirke:
| Deutscher Name        | Russischer Name                    | Bemerkungen                                        |
| --------------------- | ---------------------------------- | -------------------------------------------------- |
| Gauleden (LG)         | Tumanowka                          |                                                    |
| Gauleden, Domäne (GB) | Tumanowka                          | 1928 in die Landgemeinde Gauleden eingegliedert    |
| Langhöfel (LG)        | Gribki                             | 1928 in die Landgemeinde Starkenberg eingegliedert |
| Linkehnen (GB)        | Wessjoly                           | 1928 in die Landgemeinde Gauleden eingegliedert    |
| Starkenberg (LG)      | Krasny Bor, vorher: Krasnoborskoje |                                                    |

Aufgrund der strukturellen Veränderungen gehörten am 1. Januar 1945 lediglich die Gemeinden Gauleden und Starkenberg noch zum Amtsbezirk Starkenberg.

## Kirche

### Kirchengebäude
Die Starkenberger Kirche stammte aus dem 15. Jahrhundert und war mit einem vorgelegten Westturm errichtet worden. Zur Ausstattung gehörte ein wertvoller Schnitzaltar, der 1699 in der Werkstatt des Johann Christoph Döbel entstanden war. Das Bauwerk überstand den Zweiten Weltkrieg unversehrt und diente danach zweckentfremdet als Lagerhalle. Danach blieb sie ungenutzt und verfiel. Das Dach stürzte 1985 ein, es stehen heute nur noch der verbretterte Turm sowie einige Mauerfragmente.

### Kirchengemeinde
Bereits in vorreformatorischer Zeit war Starkenberg ein Kirchdorf. In lutherischer Zeit wurde Starkenberg bis 1547 noch vom Pfarrer der Kirche Groß Ottenhagen (heute russisch: Berjosowka) aus mitversorgt, danach waren hier eigene Pfarrer tätig. Bis 1945 war das Kirchspiel Starkenberg in den Kirchenkreis Wehlau innerhalb der Kirchenprovinz Ostpreußen der Kirche der Altpreußischen Union eingegliedert.
Heute liegt Krasny Bor im Einzugsbereich der in den 1990er Jahren neu entstandenen evangelisch-lutherischen Gemeinde in Gwardeisk (Tapiau). Sie ist eine Filialgemeinde der Auferstehungskirche in Kaliningrad (Königsberg) in der Propstei Kaliningrad der Evangelisch-lutherischen Kirche Europäisches Russland.